# 진천 임씨
진천 임씨(鎭川林氏)는 충청북도 진천군을 본관으로 하는 한국의 성씨이다.

## 역사
시조(始祖) 임희(林曦)는 918년(고려 태조 원년) 파진찬(波珍粲)으로서 병부령(兵部令)에 임명되고, 921년 딸이 고려 혜종(惠宗)의 비(妃)인 의화왕후(義和王后)가 되었으며, 대광(大匡)에 이르렀다.
중시조 임연(林衍)이 몽골을 격퇴한 공으로 대정(隊正)에 임명되었고, 1258년(고려 고종 45년) 최의(崔竩)를 죽인 공으로 위사공신(衛社功臣)에 책록되어 추밀원부사가 되었으며, 참지정사(參知政事)에 추증되었다.

## 인구
- 2000년 2,823명
- 2015년 2,691명